# Giovanni Arcolani
Giovanni Arcolani, auch Arcolano, de Arcolis, (latinisiert Johannes Arculanus und Ionnis Herculani bzw. Herculano; * um 1390 in Verona; † 1458 oder 1484 in Ferrara) war ein italienischer Arzt, der die Schriften von Rhazès und Avicenna kommentierte.

## Leben
Arcolani studierte in Padua, wo er in Medizin promovierte. Zunächst lehrte er ab 1412 Logik, später Moral in Bologna und war schließlich Professor der Chirurgie und der Medizin (1412–1427). Anschließend lehrte er auch in Padua (als Lettore für Medizin) und ab 1433 in Ferrara. Seine Lehre stützt sich auf die arabischen Autoren wie Rhazès und Avicenna, die er ausgiebig kommentierte.
Er schrieb unter dem Titel Practice eine Abhandlung der Chirurgie, die 1483 in Venedig veröffentlicht wurde. Diese Arbeit ist der Grund dafür, dass er als einer der Pioniere der Kieferchirurgie betrachtet wird. Außer einer Beschreibung zur Füllung von Karies mit Blattgold enthält sein Buch Stiche der benutzten Instrumente.
1455 wurde er Ehrenbürger von Ferrara. Er starb in Ferrara, nach einigen Quellen um 1458, nach anderen 1484.
An einigen Hochschulen gehörten seine Kommentare zu Rhazès und Avicenna zur Pflichtlektüre, so ab 1508 an der Universität Wittenberg.

## Gedruckte Werke (Auswahl)
- Practica medica, seu expositio vel commentarii in nonum Rhazis Arabis ad regnem Almansorem librum. Padua 1480, Venedig 1483; Venedig 1493; Venedig 1497; Basel 1504; Venedig 1519 (Digitalisat);  Venedig 1524 (Digitalisat); Basel 1540 (Digitalisat); Venedig 1542; Venedig 1557 (Digitalisat); Venedig 1560 mit Anmerkungen von Jean Marinelli
- Expositio in primam fen quarti Canonis Avicennae De febribus. Ferrara 1488; Venedig 1519 (Digitalisat); Lyon 1518 mit Kommentaren von Symphorien Champier; Venedig 1552 (Digitalisat); Venedig 1560 (Digitalisat); Padua 1684
- De balneis omnia quae extant apud Graecos, Latinos, et Arabas, tam medicos quam quoscunque cȩterarum artium probatos scriptores: qui vel integris libris, vel quoque alio modo hanc materiam tractaverunt: nuper hinc inde accurate conquisita & excerpta, atque in unum tandem hoc volumen redacta. Vier Auflagen 1553.